# فایرفاکس لاک‌وایز
فایرفاکس لاک‌وایز (به انگلیسی: Firefox Lockwise) مدیرگذرواژه مرورگر وب فایرفاکس است. لاک‌وایز به شکل پیشفرض در نسخه رومیزی فایرفاکس وجود دارد اما برای اندروید و آی‌اواس به شکل اپلیکیشن مستقل هم موجود است.
اگر همگام‌سازی فایرفاکس (با استفاده از یک حساب فایرفاکس) فعال شود، لاک‌وایز تمامی گذرواژه‌های ذخیره شده را در بین دستگاه‌ها به اشتراک می‌گذارد. لاک‌وایز همچنین دارای مولد رمز عبور تصادفی است.

## تاریخچه
توسعه یافته توسط شرکت موزیلا، در ابتدا در سال ۲۰۱۸ به نام فایرفاکس لاک‌باکس (به انگلیسی: Firefox Lockbox) نامگذاری شد. سپس در ماه مه سال ۲۰۱۹ به لاک‌وایز تغییر نام داد.
لاک‌وایز برای آی‌اواس در ۱۰ ژوئیه ۲۰۱۸ به عنوان بخشی از برنامه Test Pilot معرفی شد و در تاریخ ۲۶ مارس ۲۰۱۹، برای اندروید منتشر شد.
در دسک‌تاپ، لاک‌وایز به عنوان افزونه مرورگر شروع شد. نسخه آلفای آن بین مارس و اوت ۲۰۱۹ منتشر شد.
از فایرفاکس نسخه ۷۰، لاک‌وایز در مرورگر (قابل دسترسی در آدرس about:logins) یکپارچه شد و مدیر گذرواژه سادهٔ پیشین فایرفاکس را جایگزین کرد.